# 瞬間BEAT
「瞬間BEAT」（しゅんかんビート）は、岡本信彦の楽曲。岡本健介が作詞、河田貴央が作曲を手掛けた。岡本の1枚目のシングルとして2014年3月19日にKiramuneから発売された。

## 音楽性
2013年のソロライブを経験して、もっと盛り上がれる曲が欲しいと思い楽曲の制作を依頼した。岡本初のラップパートもあり、恥ずかしさを捨てて収録したという。
「ハロー・グッデイ」はきれいで優しいメロディがさわやかで背中を押してくれるようだけど、ちょっと切なさもある不思議な曲に仕上がっている。
またPVでは円形レールを使用して撮影した。撮影の際に側転シーンで「右足が伸びてない」とスタッフに何度も指摘されたという。

## シングルリリース
2014年3月19日にKiramuneから発売された。
販売形態は豪華盤（LACM-34191）と通常盤（LACM-14191）の2種リリースで、豪華盤には本曲のPVを収録したDVDが同梱されている。

## シングル収録内容
| #         | タイトル             | 作詞         | 作曲      | 編曲      | 時間  |
| --------- | -------------------- | ------------ | --------- | --------- | ----- |
| 1.        | 「瞬間BEAT」         | 岡本健介     | 河田貴央  | 河田貴央  | 4:42  |
| 2.        | 「クロノスの振り子」 | 古屋真       | 前口渉    | 前口渉    | 4:18  |
| 3.        | 「ハロー・グッデイ」 | こだまさおり | 山元祐介  | 山元祐介  | 4:26  |
| 合計時間: | 合計時間:            | 合計時間:    | 合計時間: | 合計時間: | 13:26 |

| #  | タイトル                 | 作詞 | 作曲・編曲 |
| -- | ------------------------ | ---- | ---------- |
| 1. | 「瞬間BEAT」(MUSIC CLIP) |      |            |
| 2. | 「TRAILER」              |      |            |